# Древогубец
Древогу́бец, или Краснопузырник (лат. Celástrus) — типовой род цветковых растений семейства Бересклетовые (Celastraceae). Содержит около 38 видов.

## Ареал
Представители рода широко распространены в Восточной Азии, Австралазии, Африке и Америках.

## Ботаническое описание

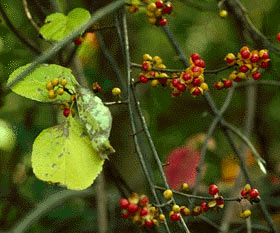
Celastrus orbiculatus

Листья очерёдные, простые, яйцевидной формы, как правило, 5—20 см длиной.
Цветки мелкие, белые, розовые или зеленоватые, собраны в длинные метёлки.
Плод — красная трёхдольная ягода. Плоды поедаются птицами, которые распространяют семена с помётом.

## Хозяйственное значение и применение
Все части растений опасны для человека и не должны употребляться в пищу.

## Виды
По информации базы данных The Plant List, род включает 38 видов (знаком * помечены виды, произрастающие на территории России и сопредельных стран):
- Celastrus aculeatus Merr.
- Celastrus angulatus Maxim.
- Celastrus caseariifolius Lundell
- Celastrus cuneatus (Rehder & E.H.Wilson) C.Y.Cheng & T.C.Kao
- Celastrus flagellaris Rupr. — Древогубец плетеобразный *
- Celastrus franchetianus Loes.18
- Celastrus gemmatus Loes.
- Celastrus glaucophyllus Rehder & E.H.Wilson
- Celastrus hindsii Benth.
- Celastrus hirsutus Comber
- Celastrus hookeri Prain
- Celastrus hypoleucoides P.L.Chiu18
- Celastrus hypoleucus (Oliv.) Warb. ex Loes.
- Celastrus kusanoi Hayata
- Celastrus lenticellatus Lundell
- Celastrus liebmannii Standl.
- Celastrus madagascariensis Loes.
- Celastrus membranifolius Prain
- Celastrus microcarpus D.Don
- Celastrus monospermoides Loes.
- Celastrus monospermus Roxb.
- Celastrus novoguineensis Merr. & L.M.Perry
- Celastrus orbiculatus Thunb. — Древогубец круглолистный *
- Celastrus pachyrachis Lundell18
- Celastrus panamensis Lundell
- Celastrus paniculatus Willd.
- Celastrus pringlei Rose
- Celastrus punctatus Thunb.
- Celastrus richii A.Gray
- Celastrus rosthornianus Loes.
- Celastrus scandens L.
- Celastrus strigillosa Nakai — Древогубец щётковидный *
- Celastrus stylosus Wall.
- Celastrus subspicatus Hook.
- Celastrus vaniotii (H.Lév.) Rehder
- Celastrus virens (F.T.Wang & Tang) C.Y.Cheng & T.C.Kao
- Celastrus vulcanicolus Donn.Sm.
- Celastrus xizangensis Y.R.Li